# شیمودا، شیزوئوکا
شیمودا در استان شیزوئوکا در کشور ژاپن واقع شده‌است که دارای جمعیت ۲۵٬۷۸۴ نفر و مساحت ۱۰۴٫۷۰ کیلومتر مربع با تراکم جمعیت ۲۴۶ نفر در کیلومترمربع است و در تاریخ ۱ ژانویه ۱۹۷۱ به عنوان شهر شناخته شد.